# 플로샤디 일리차역
플로샤디 일리차 역(러시아어: Площадь Ильича)은 모스크바 지하철 칼리닌스코 솔른쳅스카야 선의 역이다. 1979년 12월 30일에 개장했다. 일리차 광장에서 유래된 역명이다.

## 환승
1995년, 류블린스코 드미트롭스카야 선의 림스카야 역이 개통되었고, 환승하기 위해서는 에스컬레이터로 승강장 끝까지 직접 연결되는 측계단을 이용하면 된다.